# قسطنطين العظيم
قُسْطَنْطِينُ العَظِيمُ (باللاتينية: Gaius Flavius Valerius Aurelius Constantinus) (بالأغريقية: Κωνσταντῖνος ὁ Μέγας) (ولد في 27 فبراير حوالي 272م وتوفي في 22 مايو 337م) ولد في نيشيش، ما يُعرف اليوم بـ نيش بصربيا، كان معروفاً أيضاً باسم قسطنطين الأول وقسطنطين بن هيلانة. كان الإمبراطور الروماني الذي حكم من 306 م إلى 337 م. أبوه قسطنطيوس كلوروس، كان ضابط في الجيش الروماني من أصل إيليريوني، وأمه كانت الإمبرطورة هيلانة. أصبح والده القيصر، ونائب الإمبراطور في الغرب. في 293 م، تم إرسال قسطنطين شرقاً، حيث تدرج خلال الرتب حتى أصبح الأطربون العسكري تحت حكم الإمبراطور ديوكلتيانوس وغاليريوس. في 305م، رفع قسطنطين نفسه إلى رتبة أغسطس (الإمبراطور الغربي الأكبر)، وتم استدعاء قسطنطين إلى الغرب لكي يُحارب تحت إمرة أبيه في بريطانيا الرومانية. بعد وفاة والده في 306 م تم تقليده كإمبراطور من الجيش في إبريكوم (حديثاً يورك). خرج منتصراً من سلسلة من الحروب الأهلية ضد الإمبراطور ليسينيوس ومكسنتيوس لكي يصبح الحاكم الأوحد لكلاً من المنطقة الشرقية والغربية في 324 م.
كإمبراطور، سن قسطنطين النظم الإدارية، والاقتصادية، والاجتماعية والعسكرية لكي يقوي الإمبراطورية. أعاد تأسيس الولايات الإمبراطورية، وفصل بين سلطات النظام العسكري والنظام المدني. لمكافحة التضخم قدم عملة الصوليدوس، عملة ذهبية أصبحت الأساس للعملات البيزنطية والأوروبية لما يقرب من 1000 عام. أعاد تقسيم الجيش الروماني لينقسم إلى كومتاتنيس (القوات الأرضية) وليمتنيي (جنود الحامية)، بحيث يكون قادر على إنهاء الأخطار الداخلية وإيقاف الغزوات البربرية. تابع قسطنطين الحملات الناجحة ضد القبائل على الحدود الرومانية مثل الفرنجة وألامانيون والقوط والسارماتيون، حتى أنه أعاد إسكان المناطق المهجورة من قبل الأباطرة السابقين خلال أزمة القرن الثالث.
كان قسطنطين أول إمبراطور روماني يعتنق المسيحية. وعلى الرغم من ذلك عاش مُعظم حياته في الوثنية، لكنه دخل المسيحية على سرير وفاته، عُمد من قِبل يوسابيوس النيقوميدي. وساهم بشكل مؤثر في مرسوم ميلانو في 313، الذي أعلن التسامح الديني مع المسيحية في الإمبراطورية الرومانية. دعا إلى المجمع المسكوني الأول في نيقية في عام 325 والذي أثمر عن قانون يُعرف بـ العقيدة النيقية. بُنيت كنيسة القيامة على قبر يسوع (المسيح) بأمر منه وأصبحت أقدس مكان في العالم المسيحي. كان الإدعاء البابوي بالسلطة الزمنية في منتصف العصور الوسطى معتمداً على التبرع المفترض من قسطنطين. تم تبجيله كقديس في الكنيسة الأرثوذكسية الشرقية والكاثوليكية. وقد تمت الإشارة إليه تاريخياً باسم «الإمبراطور المسيحي الأول»، وقد قام بشكل كبير بمساعدة الكنيسة المسيحية. ولكن بعض العلماء الحديثين يناقشون معتقداته وحتى فهمه للإيمان المسيحي نفسه.
كان عصر قسطنطين علامة مميزة في تاريخ الإمبراطورية الرومانية. بنى مسكنًا إمبراطورياً جديداً في بيزنطة وأعاد تسمية مدينة القسطنطينية على اسمه (كانت تلقب بـ«روما الجديدة»، ولكن لم تصبح اسماً رسمياً أبداً). أصبحت عاصمة الإمبراطورية لأكثر من ألف سنة، ويشار إليها مع الإمبراطورية الرومانية الشرقية في وقت لاحق بالإمبراطورية البيزنطية من قِبل المؤرخين. كان إرثه السياسي الأكثر تأثيرًا هو أنه أحل مبدأ الخلافة الأسرية محل مبدأ دقلديانوس عن طريق ترك الإمبراطورية لأبنائه. ازدهرت سمعته خلال حياة أبنائه وبعد قرون من حكمه. أيدته الكنيسة في القرون الوسطى كمثال للفضيلة، في حين أشار إليه العلماء العلمانيون كنموذج، ونقطة مرجعية، ورمز الهوية الشرعية الإمبريالية. بدءًا من عصر النهضة، كانت هناك تقييمات أكثر أهمية لعهده بسبب إعادة اكتشاف المصادر المعادية لقسطنطين. حاولت الاتجاهات في الدراسات الحديثة تحقيق التوازن بين التطرف في الاكتشافات السابقة.

## نشأته

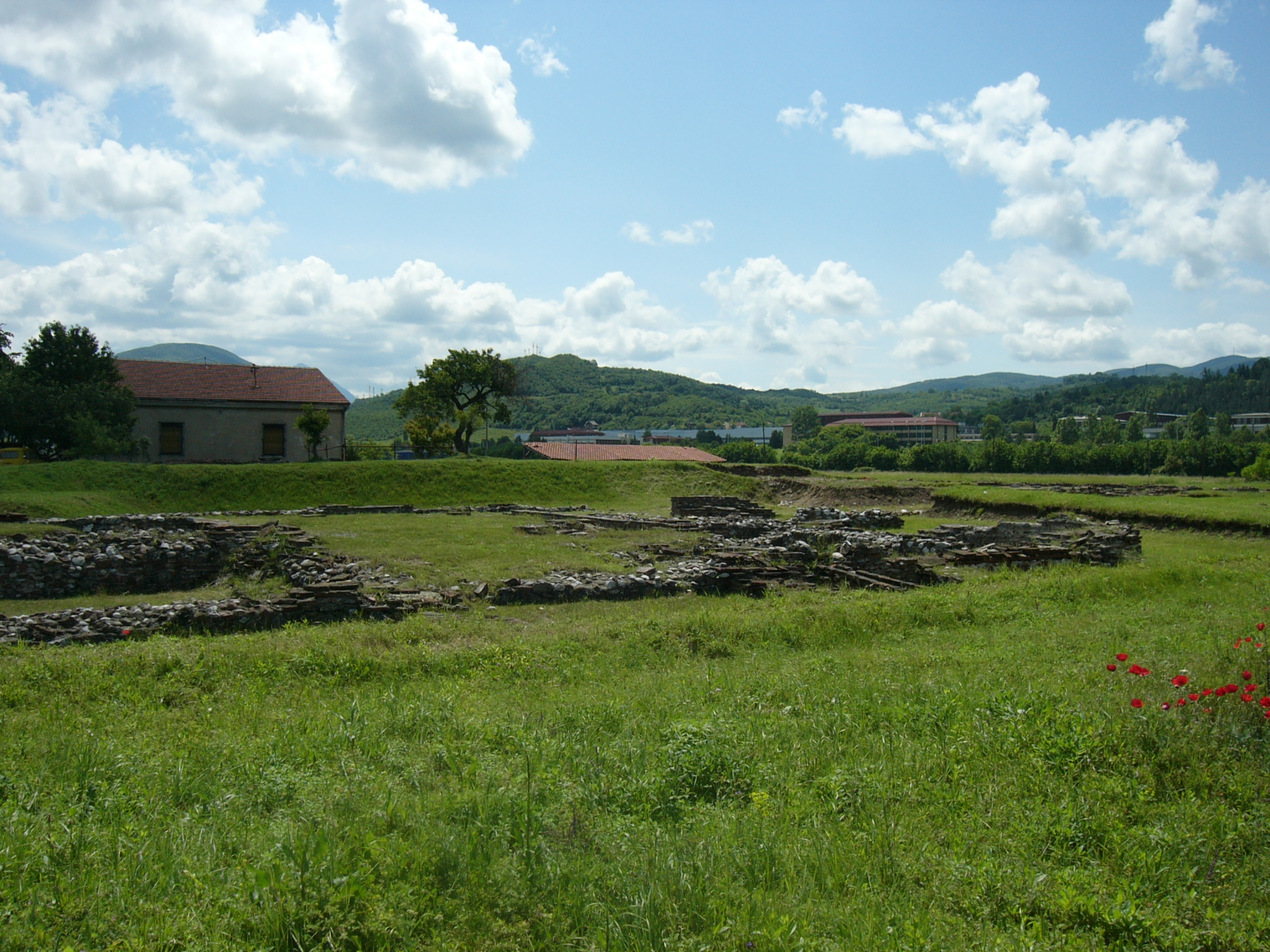
بقايا قصر الإقامة الفخم في ميديانا، أقامه قسطنطين الأول بالقرب من بلدة نيشيش مسقط رأسه.

ولد فلافيوس فاليريوس كوستانتينوس، كما كان اسمه في الأصل، في مدينة نيشيش (اليوم نيش، صربيا) جزء من مقاطعة داردانيا في مويسيا في 27 فبراير، ربما حوالي 272 م. كان أبوه قسطنطيوس كلوروس، من الإيليريون، وأحد سكان مقاطعة داردانيا في مويسيا (في وقت لاحق داسيا ريبينسيس-Dacia Ripensis). ربما أمضى قسطنطين القليل من الوقت مع والده والذي كان ضابطا في الجيش الروماني، كعضو من الحرس الشخصي للإمبراطور أوريليان. وُصف قسطنطيوس بأنه رجل متسامح وماهر سياسياً، تقدم قسطنطيوس في الرتب، وحصل على حكم ولاية دالماسيا من الإمبراطور ديوكلتيانوس، آخذ حكم ولاية إليريكم من مرافقته لـ أوريليان وذلك في 284 أو 285. أم قسطنطين كانت هيلانة، امرأة يونانية ذات مكانة اجتماعية منخفضة من هيلينوبوليس في بيثينيا. ومن غير المؤكد ما إذا كانت متزوجة قانونيا من قسطنطيوس أو مجرد خليلته. كانت لغة قسطنطيوس الرئيسية اللاتينية، وخلال خطاباته العامة كان يحتاج إلى مترجمين يونانيين.

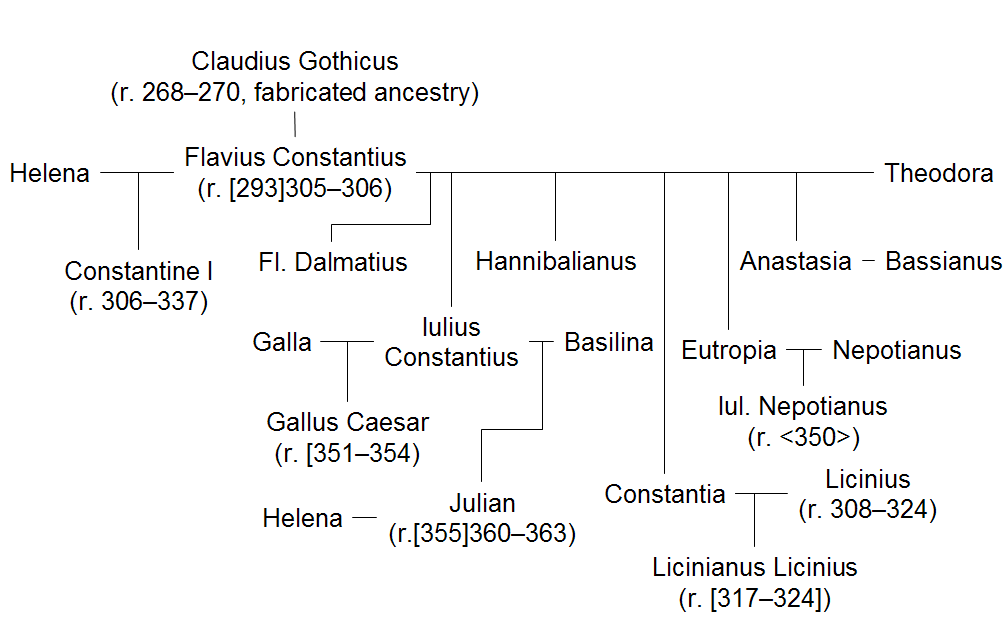
آباء وأقارب قسطنطين، تشير التواريخ بين الأقواس المربعة إلى امتلاك ألقاب ثانوية.

في عام 285 م، أعلن ديوكلتيانوس أن مكسيميانوس، زميل آخر من إليريكام، شريكه في الحكم الإمبراطوري. سيكون لكل إمبراطور بلاطة الخاص، ومؤسساته العسكرية والإدارية الخاصة به، وسَيحكم كل منهما بقائد برايتوري منفصل كملازم أول. حكم مكسيميانوس في الغرب، وذلك من عواصمه في ميديولانوم (ميلانو، إيطاليا) أو أوغوستا تريفروروم (ترير، ألمانيا)، في حين حكم ديوكلتيانوس في الشرق، من نيقوميديا (إزميد، تركيا). كان التقسيم مجرد براغماتي: كانت الإمبراطورية تدعى «غير قابلة للتجزئة» في الرواية الرسمية، ويمكن لكلا من الإمبراطورين التحرك بحرية في جميع أنحاء الإمبراطورية. في 288، عُين مكسيميانوس قسطنطيوس ليخدم كقائد برايتوري لمكسيميانوس في بلاد الغال. ترك قسطنطيوس هيلانة ليتزوج ابنة مكسيميانوس «ثيودورا» في 288 أو 289.
قسم ديوكلتيانوس الإمبراطورية مرة أخرى في 293 م، وعين إثنين من القياصرة (الأباطرة الصغار) للحكم على التقسيمات الفرعية البعيدة في الشرق والغرب. سيكون كل منها تابعًا للأغسطس (الإمبراطور الأكبر) الخاص به، ولكن سيكون له السلطة العليا في الأراضي المخصصة له. هذا النظام سيُدعى فيما بعد بـ الحكم الرباعي. عُين قسطنطيوس كأول قيصر، كان زميله غاليريوس، من مواليد فيليكس روموليانا (حديثاً غامزيغراد). وفقا لـ لاكتانتيوس، كان غاليريوس رجل وحشي وحيواني. على الرغم من أنه شارك في الوثنية من الأرستقراطية في روما، بدا لهم شخصية غريبة، شبه بربرية. في 1 مارس، تمت ترقية قسطنطيوس إلى قيصر، وتم إرساله إلى بلاد الغال لمحاربة المتمردين كارسيس وأليكتلوس. على الرغم من الإيحاءات الجريفة، احتفظ الحكم الرباعي بآثار الامتياز الوراثي، وأصبح قسطنطين المرشح الأول لتعيينه في المستقبل قيصر حالما تولى والده المنصب. ذهب قسطنطين إلى بلاط ديوكلتيانوس، حيث عاش كوريث والده المفترض.

### في الشرق

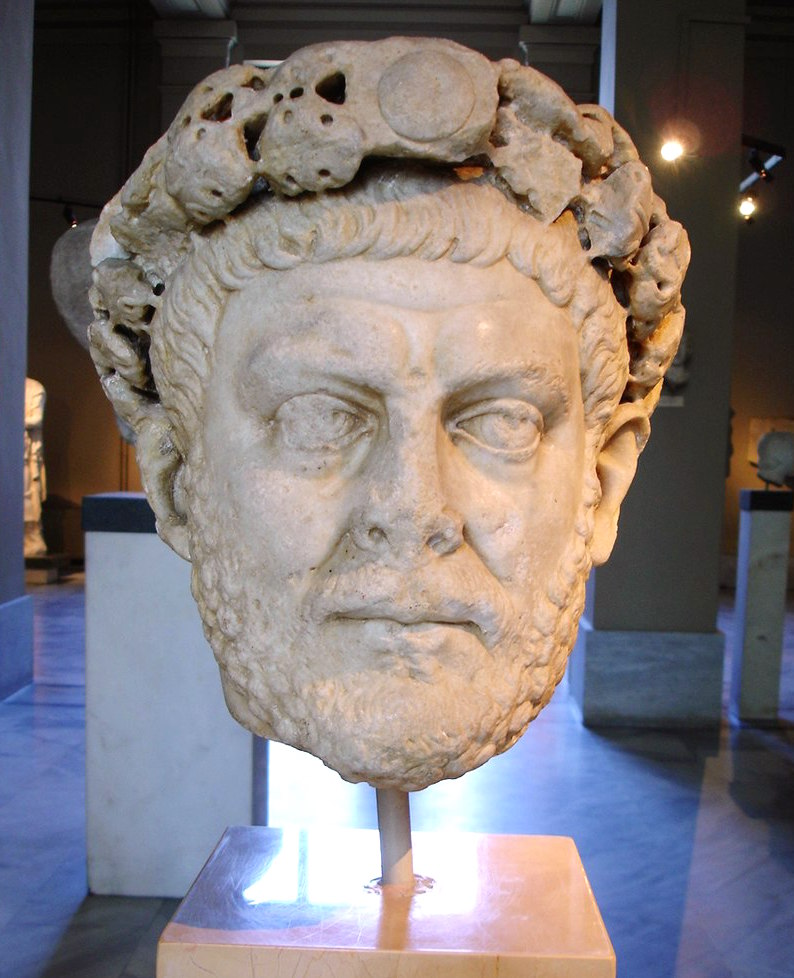
تمثال رأس ديوكلتيانوس، أغسطس الشرق

تلقى قسطنطين تعليمًا رسميًا في بلاط ديوكلتيانوس، حيث تعلم الأدب اللاتيني واللغة اليونانية والفلسفة. كانت البيئة الثقافية في نيقوميديا مفتوحة ومليئة ومتحركة اجتماعياً، ويمكن لقسطنطين أن يختلط مع المثقفين الوثنيين والمسيحيين. ربما كان يحضر محاضرات لاكتانتيوس، وهو عالم مسيحي لاتيني في المدينة. ولأن دقلديانوس لم يكن يثق تمامًا في قسطنطيوس - لم يكن أي من حكام الحكم الرباعي يثق تمامًا بزملائهم - فقد تم احتجاز قسطنطين كرهينة، كأداة لضمان سلوك أفضل لـ قسطنطيوس. كان قسطنطين مع ذلك عضواً بارزاً في المحكمة: حارب من أجل ديوكلتيانوس وغاليريوس في آسيا، وخدم في العديد من مناصب الأطربون. قام بحملة ضد البرابرة على نهر الدانوب في 296 م، وحارب الفرس تحت حكم ديوكلتيانوس في سوريا (297 م) وتحت غاليريوس في بلاد ما بين النهرين (298-299 م). وبحلول أواخر 305 م، أصبح أطربون من الدرجة الأولى.
عاد قسطنطين إلى نيقوميديا من الجبهة الشرقية بحلول ربيع 303 م، في وقت يشهد بدايات «الاضطهاد العظيم» لديوكلتيانوس، أقسى اضطهاد للمسيحيين في التاريخ الروماني. في أواخر 302، أرسل ديوكلتيانوس وغاليريوس رسولاً إلى أوراكل أبولو في ديديما مع إستفسار حول المسيحيين. كان باستطاعة قسطنطين أن يتذكر وجوده في القصر عندما عاد الرسول، عندما قبل ديوكلتيانوس المَطالب بالاضطهاد العام. في 23 شباط / فبراير 303 م، أمر ديوكلتيانوس بتدمير كنيسة نيقوميديا الجديدة، وإلقاء كتبها المقدسة في النار، وبالإستيلاء على كنوزها. في الأشهر التالية، تم تدمير الكنائس وحرق الكتب المقدسة، وحُرم المسيحيون من الرتب الرسمية، وسُجن القساوسة.
من غير المحتمل أن يكون قسطنطين قد لعب أي دور في الاضطهاد. في كتاباته في وقت لاحق يحاول إضهار نفسه على أنه خصم لـ «مراسيم ديوكلتيانوس» ضد «عبدة الله»، لكن لا شيء يشير إلى أنه عارضها بفعالية في ذلك الوقت. على الرغم من أن المسيحي المعاصر لم يطعن على قسطنطين بسبب تقاعسه خلال الاضطهاد، إلا أنه ظل يتحمل مسؤولية سياسية طوال حياته.
في 1 مايو 305 م، ديوكلتيانوس، نتيجة لمرض أنهكه أصيب به في شتاء 304-305 م، أعلن استقالته. في حفل مواز في ميلانو، فعل مكسيميانوس الشيء نفسه. يذكر لاكتانتيوس أن غاليريوس قد تلاعب بـ «ديوكلتيانوس» الضعيف لكي يستقيل، وأجبره على قبول حلفاء غاليريوس في الخلافة الإمبراطورية. وفقا لـ لاكتانتيوس، فإن الحشد الذي استمع إلى خطاب استقالة ديوكلتيانوس كان يعتقد حتى اللحظة الأخيرة، أن ديوكلتيانوس سيختار قسطنطين ومكسنتيوس (ابن مكسيميانوس) كخلفائه. لم يكن الأمر كذلك: تم ترقية قسطنطيوس وغاليريوس إلى أغسطس، في حين تم تعيين سيفيروس وماكسيمينوس، ابنا أخت غاليريوس، قيصرين على التوالي. تم تجاهل قسطنطين ومكسنتيوس.
بعض من المصادر القديمة تذكر تفاصيل المؤامرات التي فعلها غاليريوس على قسطنطين في الأشهر التالية بعد استقالة ديوكلتيانوس. ويؤكدون أن غاليريوس قد خص قُسطنطين بقيادة وحدة مُهاجمة في سلاح الفرسان خلال مستنقع في نهر الدانوب، وجعله يدخل في معركة واحدة مع أسد، وحاول قتله في الصيد والحروب. خرج قسطنطين دائمًا كالمنتصر: خرج الأسد من المسابقة في وضع أسوأ من قسطنطين. عاد قسطنطين إلى نيقوميديا من نهر الدانوب مع أسير سارماتي لوضعة تحت قدم جاليريوس. من غير المؤكد كم يمكن الوثوق بهذه الحكايات.

### في الغرب
اعترف قسطنطين بالخطر الضمني في البقاء في بلاط غاليريوس، حيث تم احتجازه كرهينة افتراضية. تعتمد مسيرته على انقاذه من قبل والده في الغرب. كان قسطنطيوس سريع التدخل. في أواخر الربيع أو أوائل عام 305 م، طلب قسطنطيوس مغادرة ابنه لمساعدته في حملته الحربية في بريطانيا. بعد أمسية طويلة من الشرب، وافق على إثرها غاليريوس على الطلب. تصف الدعاية المؤيدة لقسطنطين كيف فر من البلاط في الليل، قبل أن يتمكن غاليريوس من تغيير رأيه. حيث انتقل من منزل إلى آخر في الطريق بسرعة عالية، معيقاً كل حصان في أعقابه. وبحلول الوقت الذي استيقظ فيه غاليريوس في صباح اليوم التالي، كان قسطنطين قد أبتعد جداً ليتم القبض عليه. انضم قسطنطين إلى والده في بلاد الغال، في بونيا (بولوني) قبل صيف عام 305 م.

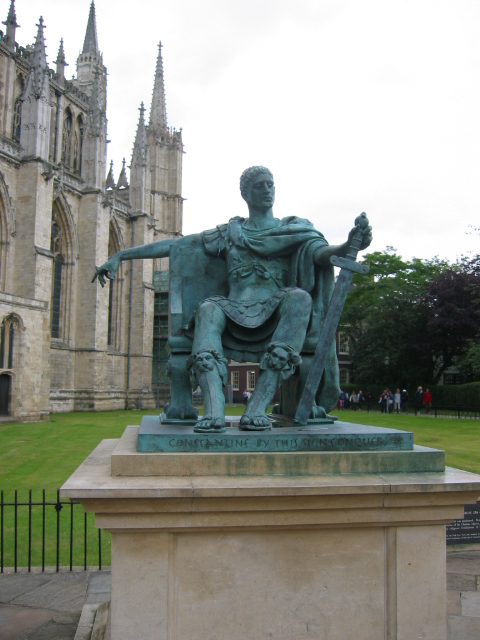
تمثال برونزي لـ قسطنطين الأول في يورك، إنجلترا، بالقرب من المكان الذي أعلن فيه أغسطس الإمبراطور في 306.

من بونونيا عبروا القناة إلى بريطانيا وشقوا طريقهم إلى إبريكوم (الآن يورك)، عاصمة إقليم بريطانيا سيكندا وهي موطن لقاعدة عسكرية كبيرة. كان قسطنطين قادرا على قضاء سنة في شمال بريطانيا بجانب والده، حيث قام بحملة ضد البيكتس وراء سور هادريان في الصيف والخريف. حملة قسطنطين، مثل حملة سيبتيموس سيفيروس قبلها، تقدمت في الشمال دون تحقيق نجاح كبير. أصبح قسطنطيوس مريضًا شديدًا على مدار فترة حكمه، وتوفي في 25 يوليو 306 في إبريكوم (يورك). قبل أن يموت، أعلن دعمه لرفع قسطنطين إلى مرتبة أغسطس كاملة. ملك الـ ألامانيون شروكوس، وهو بربري وضع في الخدمة تحت قسطنطيوس، عندما أعلن قسطنطين أغسطس. تبعته القوات الموالية لذكرى قسطنطين بالتزكية. سرعان ما قبلت الغال وبريطانيا حكمه، في حين رفضت هسبانيا، التي كانت تحت سيطرة والده لمدة أقل من عام، ذلك الأمر.

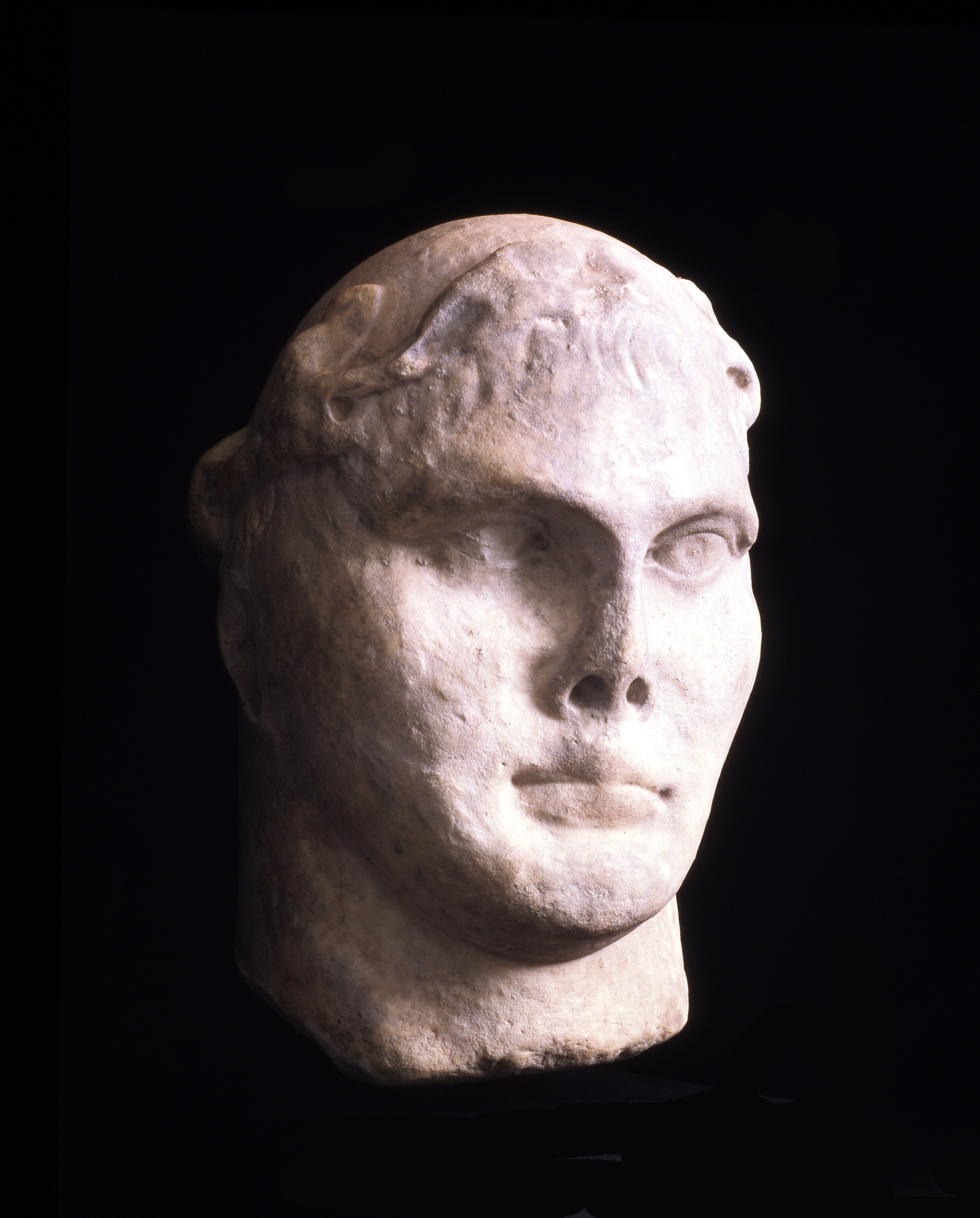
تمثال من الرخام لـ قسطنطين العظيم من ستون جيت، يورك

أرسل قسطنطين إخطارًا رسميًا لـ غاليريوس بوفاة قسطنطيوس وتزكية نفسه. جنبا إلى جنب مع الإخطار، وضع صورة لنفسه في الرداء. كانت الصورة مكللة بالغار. طلب أغسطس الاعتراف بأنه وريث عرش والده، وتخلى عن مسؤولية صعوده غير القانوني على جيشه، مدعياً أنهم «أجبروه على ذلك». غضب غاليريوس من الرسالة؛ حتى كاد أن يُشعل النار في الصورة. هدأه مستشاروه، وجادلوه بأن الإنكار التام لمزاعم قسطنطين سيعني حربا معينة. اضطر غاليريوس إلى التنازل: فقد منح قسطنطين لقب «قيصر» بدلاً من «أغسطس» (ذهب المنصب الأخير إلى سيبتيموس سيفيروس بدلاً منه). أراد غاليريوس أن يوضّح أنه وحده الذي أعطى شرعية قسطنطين، فأرسل شخصياً الجلباب الأرجواني التقليدي للإمبراطور إلى قسطنطين. قبل قسطنطين القرار، عالماً بأنه سيزيل الشكوك حول شرعيته.

## بدايات حكمه

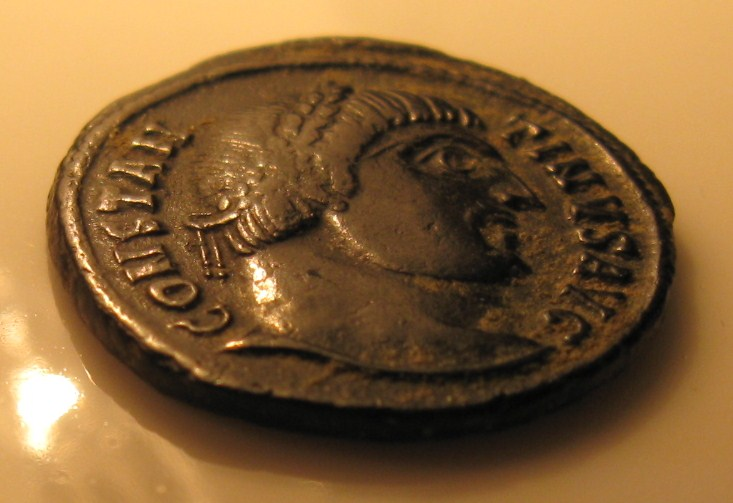
صورة غايوس فلافيوس فاليريوس كونستانتينوس على عملة رومانية; النقش الموجود حول الصورة هو "قسطنطين الأغسطس"

تألفت حصة قسطنطين من الإمبراطورية من بريطانيا، والغال، وإسبانيا، وعُين القائد على إحدى أكبر الجيوش الرومانية التي كانت تتمركز على طول حدود الراين المهمة. وظل في بريطانيا بعد ترقيته إلى الإمبراطور، دافعاً قبائل البيكتس للتراجع ومأمناً سيطرته في الأبرشيات الشمالية الغربية. أكمل إعادة بناء القواعد العسكرية التي بدأت في عهد والده، وأمر بإصلاح طرق المنطقة. ثم غادر إلى أوغوستا تريفيريم (ترير) في الغال، عاصمة الحكم الرباعي في الإمبراطورية الرومانية الشمالية الغربية. تعلم الفرنجة من تزكية قسطنطين وغزو بلاد الغال عبر أسفل الراين في شتاء 306-307 م. لكنه قادهم مرة أخرى وراء نهر الراين، وأسر الملك أسكاريك و ميروغايز. تم إطعام الملوك وجنودهم إلى وحوش مدرّج ترير في إحتفال الوصول (القدوم) التي أعقبتها.

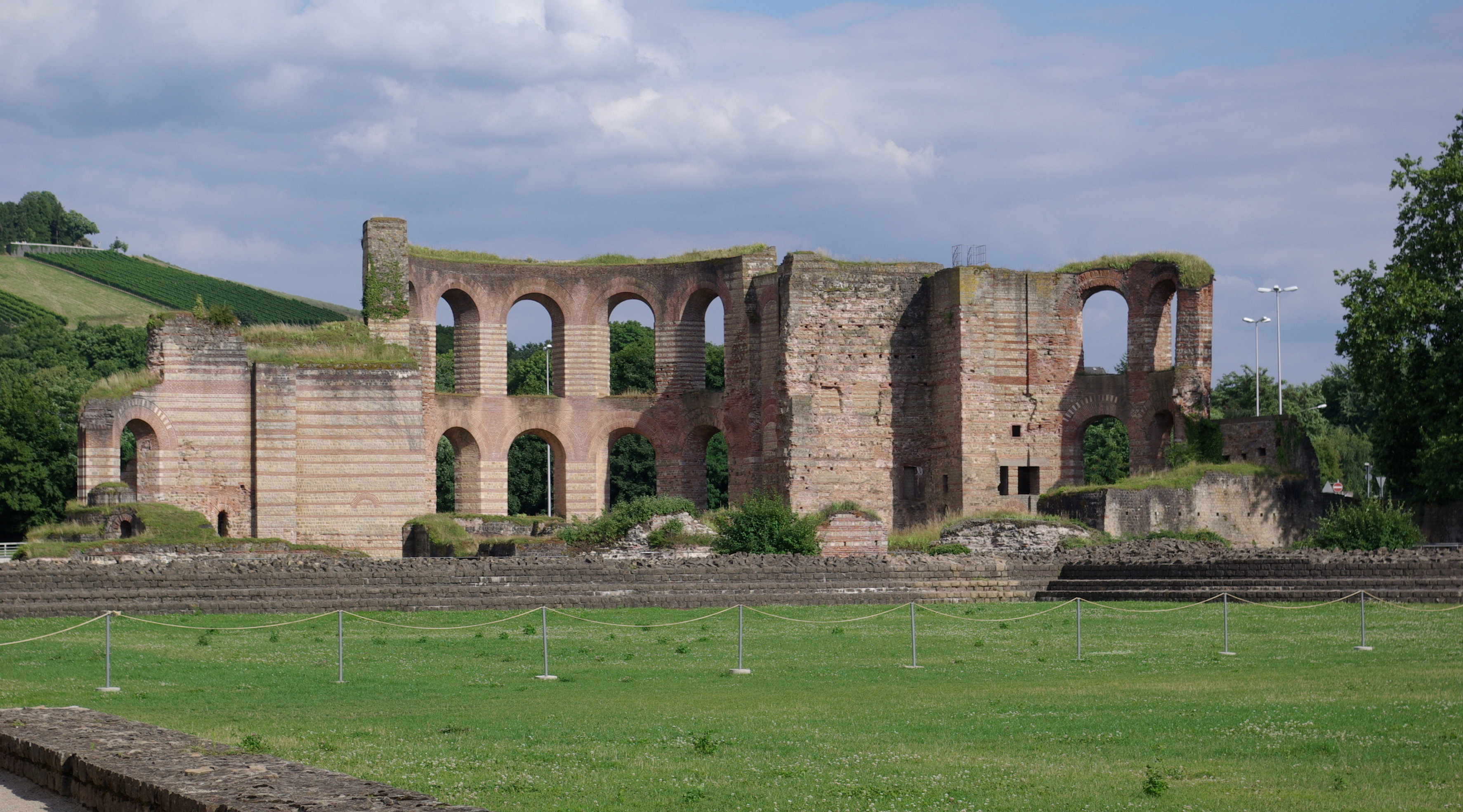
حمامات عامة (ثرمي) بنيت في ترير بواسطة قسطنطين، أكثر من في الطول و عرضاً، كانت طويلة وقادرة على خدمة عدة آلاف في وقت واحد، بنيت لمنافسة الحمامات الموجودة في روما

بدأ قسطنطين توسعًا كبيرًا في ترير. وعزز سور الدائرة حول المدينة بأبراج عسكرية وبوابات محصنة، وبدأ ببناء مجمع قصر في الجزء الشمالي الشرقي من المدينة. إلى الجنوب من قصره، أمر ببناء قاعة جمهور رسمية كبيرة وحمّام إمبراطوري ضخم. رعى العديد من مشاريع البناء في جميع أنحاء بلاد الغال خلال فترة ولايته كإمبراطور للغرب، وخاصة في أوغسطونوم (أوتون) وأرلاتي (آرل). وفقا لـ لاكتانتيوس، اتبع قسطنطين سياسة متسامحة تجاه المسيحية، على الرغم من أنه لم يكن مسيحيا بعد. ربما حكم على المسيحية بسياسة أكثر عقلانية من الاضطهاد المفتوح وكطريقة لتمييز نفسه عن «المضطهد العظيم» غاليريوس. أصدر مرسومًا رسميًا بإنهاء الاضطهاد وأعاد إلى المسيحيين كل ما خسروه خلاله.
لم يُجرَب قسطنطين إلى حدٍ كبير ولم يكن لديه أي إشارة إلى عدم شرعيته؛ واعتمد على سمعة والده في دعايته المبكرة، والتي أعطت تغطية كبيرة لأفعال أبيه من أجله. لكن مهاراته العسكرية ومشاريع البناء التي أمر بها، سرعان ما أعطت المداح فرصة للتعليق بشكل إيجابي على أوجه التشابه بين الأب والابن، ولاحظ يوسابيوس أن قسطنطين كان «تجديدًا، كما كان، في شخصه، من حياة وحكم والده». أظهرت نقود ومنحوتات ورسومات كنائس قسطنطين اتجاهًا جديدًا للازدراء نحو «البرابرة» خارج الحدود. قام بسك عملة فضية بعد فوزه على الألامانيين مصور رجال قبائل الألامانيين يبكون ويتوسلون، «غزو الألامانيون» تحتها عبارة «ابتهاج الرومان». كان هناك تعاطف قليل لهؤلاء الأعداء. كما صرّحَوا مادحيه، «إنها الرأفة الغبية التي ترحم العدو المغزى.»

### تمرد مكسنتيوس

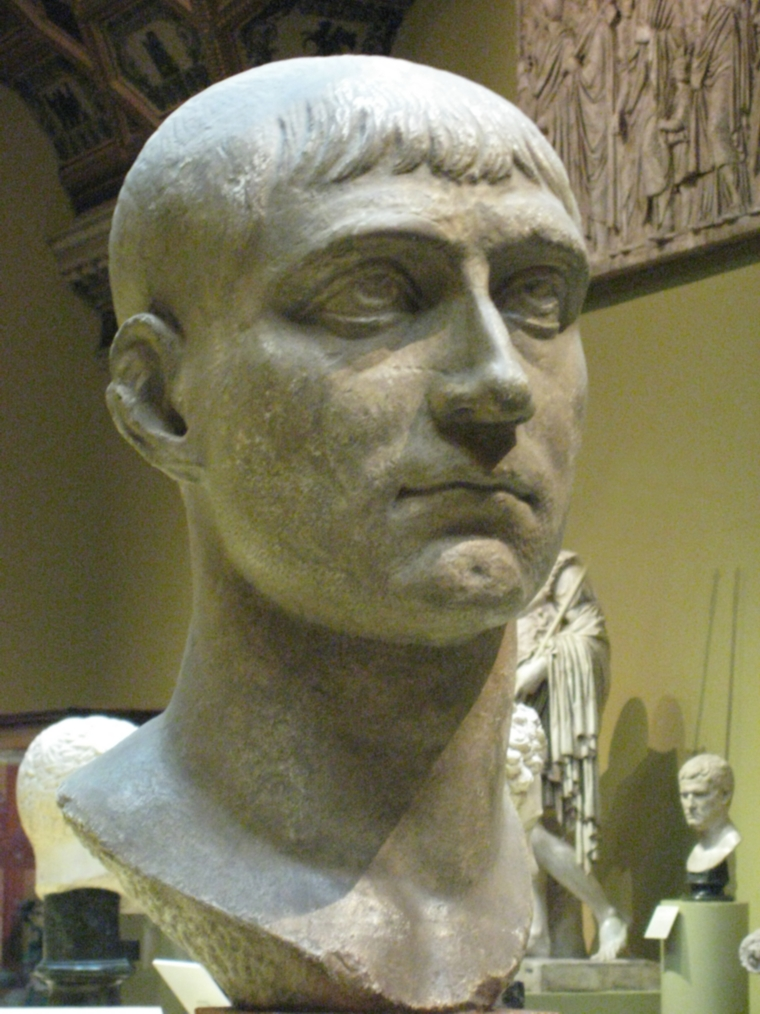
تمثال نصفي في درسدن لـ مكسنتيوس

بعد اعتراف غاليريوس بقسطنطين كقيصر، تم جلب لوحة قسطنطين إلى روما. قام مكسنتيوس بالسخرية من اللوحة وأنها تصور ابن زانية بشكله الضعيف. أصبح مكسنتيوس شديد الغيرة من من سلطة قسطنطين، استولى على لقب الإمبراطور في 28 أكتوبر 306. رفض غاليريوس الاعتراف به لكنه لم يستطع أن يحده عن طموحه. قرر غاليريوس إرسال سيفيروس ضد مكسنتيوس لإيقاف تمرده، ولكن خلال الحملة، انشقت جيوش سيفيروس، التي كانت في السابق تحت قيادة مكسيميانوس والد مكسنتيوس، وتم القبض على سيفيروس وسجنه. أما مكسيميانوس فعاد من تقاعده بسبب تمرد مكسنتيوس، وذهب إلى الغال في أواخر سنة 307 لمقابلة قسطنطين. عرض ماكسيميانوس أن يزوج إبنته فوستا لقسطنطين مقابل رفعه إلى مرتبة أغسطس. بالمقابل سيقوم قسطنطين بإعادة التحالف بين عائلتى قسطنطيوس ومكسيميانوس وأن يوفر الدعم لقضية إبنه مكسنتيوس في إيطاليا. قَبِل قسطنطين بالزواج من فوستا في ترير في أواخر صيف عام 307، الآن أعطى قسطنطين دعمه الضئيل لمكسنتيوس داعماً موقفه السياسي.
أبقى قسطنطين نفسه بمعزل عن الصراع في إيطاليا. في ربيع وصيف سنة 307 ترك قسطنطين الغال ليتجه إلى بريطانيا ليجنب نفسه أي دخول في النزاع الإيطالي، الآن، بدلاً من دعم مكسينتيوس العسكري، أرسل قسطنطين قواته ضد القبائل الجرمانية بمحاذاة نهر الراين. في سنة 308 أغار على البروكتيريين وصنع جسراً في الراين في مدينة كولونيا أغريبينيسيوم (كولن). في سنة 310 إنطلق إلى شمال الراين مقاتلاً الفرنجة. عندما كان قسطنطين لا يكون في حملة عسكرية، كان يقوم بجولة في أراضيه ناشرًا خيره ودعمه للاقتصاد والفنون. رَفضهُ المشاركة في الحرب زاد من شعبيته بين قومه وعزز قوته في الغرب. عاد ماكسيميان إلى روما في شتاء 307-308 م، لكنه سرعان ما سقط مع ابنه. في أوائل عام 308م، بعد محاولة فاشلة لاغتصاب لقب ماكسينتيوس، عاد ماكسيميان إلى حكم قسطنطين.
في 11 نوفمبر 308، إستدعى غاليريوس مجلسه العسكري في المدينة العسكرية كارنوتوم (بترونيل كارنوتوم في النمسا حالياً) لكي يراجع استقرارية المقاطعات الغربية، وبحضور ماكسميان والذي عاد من تقاعده. أجبر ماكسميان على التنازل وتم إنزال رتبة قسطنطين مجدداً إلى قيصر. ليسينيوس أحد المقربين العسكريين لغاليريوس مُنح لقب أغسطس على الأقاليم الغربية. هذا النظام لم يستمر طويلاً، حيث رفض قسطنطين التنازل عن لقب أغسطس واستمر بوضع اللقب على عملاته، في حين استمر أعضاء الحكم الثلاثي بالإشارة له بلقب قيصر. في المقابل خاب أمل ماكسمينوس دايا بسبب عدم حصوله على أي ألقاب في حين أن الوافد الجديد ليسينوس حصل على رتبة أغسطس وطالب غاليريوس بترقيته. عرض غاليريوس أن يُلقب الاثنان بـ «أبناء أغسطس»، إلا أن هذا لم ينل رضا الإثنين، وبحلول ربيع 310 منح غاليريوس لقب أغسطس لقسطنطين وماكسمينوس.

### تمرد مكسيميانوس

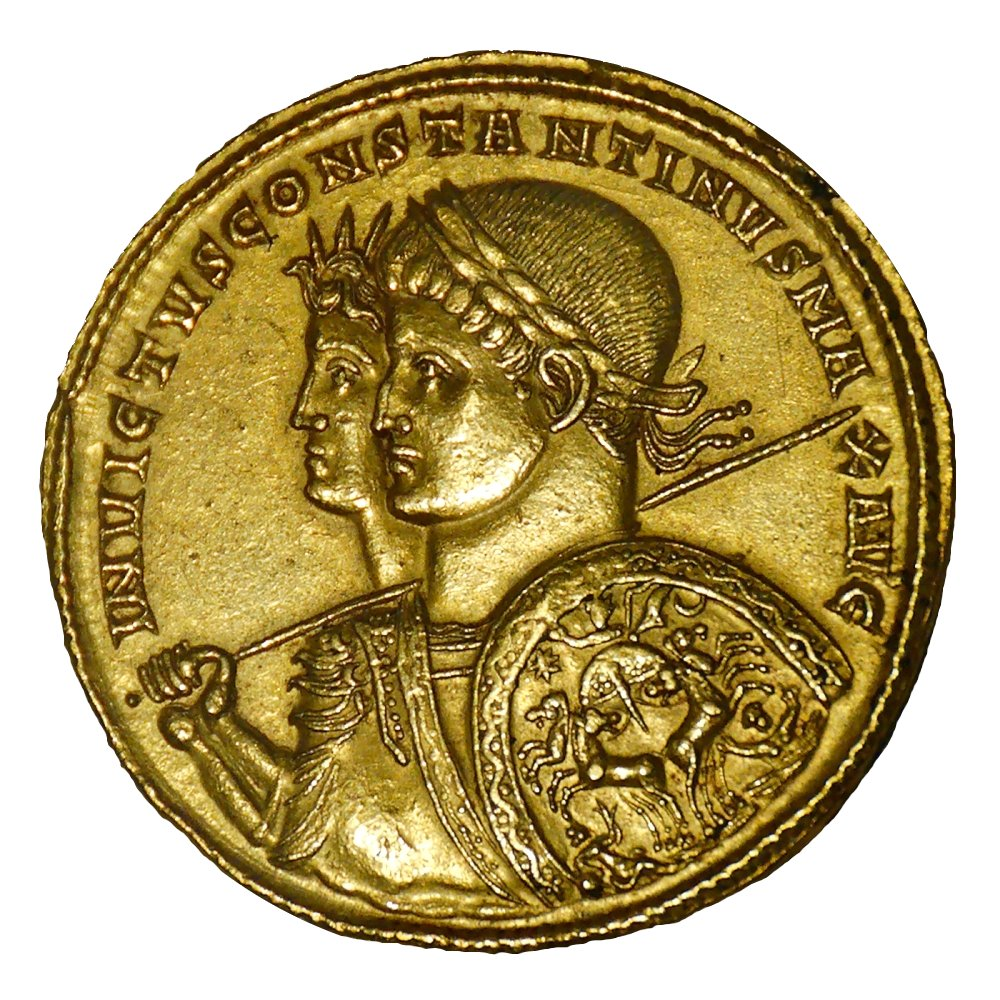
A gold multiple of "Unconquered Constantine" with سول إنفكتوس, struck in 313 AD. The use of Sol's image stressed Constantine's status as his father's successor, appealed to the educated citizens of Gaul, and was considered less offensive than the traditional pagan pantheon to the Christians.

في سنة 310، قام مكسيميانوس المجرد من الألقاب بالتمرد ضد قسطنطين حينما كان يقود حملة ضد الفرنجة. تم إرسال مكسيميانوس نحو الجنوب إلى آرل مع فرقة من جيش قسطنطين والذي كان قد وضعه لصد أي هجوم محتمل من مكسنتيوس في جنوب الغال. قام مكسيميانوس بإشاعة أن قسطنطين قد مات، وقام بأخذ الأرجواني الإمبراطوري، وعلى الرغم من تعهد كبير بالتبرع لأي من كان سيدعمه كإمبراطور، ظل معظم جيش قسطنطين مواليًا لإمبراطورهم، وسرعان ما اضطر مكسيميانوس إلى المغادرة. سمع قسطنطين بالتمرد فألغى حملته ضد الفرنجة، واتجه بجيشه إلى الراين. في كابيلونوم (كالون سور سون)، قام أغسطس بتحريك قواته في زوارق انتظار لعبور المياه البطيئة في نهر السون ليتجه إلى المياه السريعة في نهر الرون، وترجل من السفينة في لوغدونوم (ليون). هرب مكسيميانوس إلى ماسيليا (مرسيليا) المدينة التي كانت يمكن أن تصمد في الحصار أكثر من آرل. لكن هذا لم يحدث فرقًا كبيرًا، حيث فتح المواطنون الموالون البوابات الخلفية لقسطنطين. تم القبض على مكسيميانوس ووبخ لجرائمه. حاول قسطنطين إظهار بعض الرأفة، لكنه شجع بقوة انتحاره. في يوليو 310 م، شنق مكسيميانوس نفسه.
على الرغم من الانقسام السابق في علاقاتهم، كان مكسنتيوس حريصًا على تقديم نفسه كابن لأبيه بعد وفاته. بدأ بسك العملات مع صورة والده المؤله، معلنا رغبته في الثأر لموته. قدم قسطنطين في البداية الانتحار باعتباره مأساة عائلية مؤسفة. بحلول عام 311 م، كان قسطنطين ينشر نسخة أخرى. وفقًا لهذه القصة، بعد العفو عن قسطنطين، خطط مكسيميانوس لقتل قسطنطين أثناء نومه. علمت فوستا بالمؤامرة وحذرت قسطنطين، والذي قام بوضع خصيًا في مكانه في السرير. تم القبض على ماكسيميان عندما قَتل الخصي، قبض على مكسميان وعرض عليه الانتحار، وهو ما قبله. جنبا إلى جنب مع استخدام الدعاية، آمر قسطنطين بمحو كل ما يتعلق بماكسيميان، وتدمير جميع النقوش التي تشير إليه والقضاء على أي عمل عام يحمل صورته.
وفاة مكسيميانوس غير صورة قسطنطين الشعبية. فهو لم يعد باستطاعته المطالبة بأي شرعية بصلته مكسيميانوس، وكان محتاجاً إلى مصدر جديد لشرعيته. في خطاب ألقي في الغال في 25 يوليو 310 م، يكشف الخطيب المجهول عن علاقة سلالة غير معروفة سابقًا بـ كلاوديوس الثانى، إمبراطور من القرن الثالث اشتهر بهزيمة القوط واعادة النظام إلى الإمبراطورية. بعد الابتعاد عن نماذج الحكم الرباعي، أكد الخطاب على امتياز أجداد قسطنطين للحكم، بدلاً من مبادئ المساواة الإمبريالية. جعلت الإيديولوجية الجديدة المعبر عنها في الخطاب غاليريوس ومكسيميانوس غير ذات صلة بحق قسطنطين في الحكم. في الواقع، شدد الخطيب على سلف أغسطس مع استبعاد جميع العوامل الأخرى، حيث قال الخطيب :«لم يحدث شئ غير متوقع لصالحه، كما لم يقم بالاتفاق مع الرجال، مما مكنه أن يصبح الإمبراطور».
إبتعد الخطباء عن الأيديولوجية الدينية للحكم الثلاثي والتي ركزت على السلالة التوأم لجوبيتر وهرقل. في المقابل ادعى خطباء قسطنطين أنه شاهد رؤيا إلهية من أبولو وفكتوريا وأنه نال إكليل الغار للصحة والحكم الطويل. ولحب قسطنطين لأبولو عرف نفسه بأنه الشخص المُخلص الذي سيُمنح «حكم كل العالم»، كما كان يقول الشاعر فيرجل. التغير في عقيدة الخطباء توازى مع التغير في عملات أغسطس. في بدايات حكمه، طبع قسطنطين مارس على العملات على أنه راعيه. من 310 م، حل محل مارس سول إنفكتوس، إله يُخلط تقليدياً مع أبولو. لا يوجد سبب وجيه للاعتقاد بأن العلاقة بين السلالة أو الرؤية الإلهية ليس سوى خيال، لكن، لكن إدعاءاته هذه عززت موقفه الشرعي وزادت شعبيته في الغال.

## الحروب الأهلية

### الحرب ضد مكسنتيوس
في أواسط سنة 310 أصبح غاليريوس مريض جداً مما حرمه من الدخول في الشؤون الإمبراطورية. قام بإرسال آخر رسائله في 11 أبريل 311 من نيقوميديا إلى المقاطعات، والتي أعلن فيها إلغاء الاضطهاد وإتباع سياسة التسامح الديني. توفي غاليريوس بعد وقت قصير من هذا المرسوم. منهياً بذلك ما تبقى من الحكم الرباعي. ماكسيمنوس أعلن تمرده ضد ليسينوس في الشرق. أدى التمرد في النهاية إلى إعلان إتفاقية سلام سريعة بينهم في زورق في البوسفور. في حين كان قسطنطين يتجول بين الغال وبريطانيا. كان مكسنتيوس يجهز نفسه للحرب ضده. وقام بتحصين شمال إيطاليا، كما عزز قوته في المجتمع المسيحي هناك بعد سماحه بانتخاب أوسابيوس كأسقف جديد لروما.
على الرغم من ذلك فحكم مكسينتيوس لم يكن مستقراً حيث تلاشي الدعم المبكر الذي حصل عليه مع زيادة الضرائب وركود التجارة، مما أدى إلى عدة تمردات ضده في روما وقرطاج، وكان دوميتيوس إسكندر قادراً على اغتصاب حكم أفريكا منه بسهوله. بحلول عام 312 أصبح مكسينتيوس رجلاً لا يُحتمل، ولم يعد ينل أي دعم، حتى من قبل المسيحيين الإيطاليين. في صيف 311، حشد مكسينتيوس قواته ضد قسطنطين في حين أن ليسينيوس كان مشغولاً بشؤونه في الشرق. أعلن مكسينتيوس الحرب على قسطنطين متعهداً بالثأر لقتل والده. لأجل منع مكسينتيوس من إقامة أي تحالف مع ليسينيوس، قام قسطنطين بعقد تحالفه الخاص مع ليسينيوس في شتاء 311-312، وعرض شقيقته «قنسطنطينا» ليتزوجها ليسينيوس. اعتبر مكسينتيوس أن هذا الإتفاق بين قسطنطين وليسينيوس إهانة لسلطته. ورداً على ذلك، أرسل سفراء إلى روما، حيث قدم اعترافًا سياسيًا إلى مكسنتيوس مقابل الدعم العسكري. حسب ما ذكره المؤرخ يوسابيوس أن التنقل في أنحاء الإمبراطورية أصبح مستحيل، حيث أصبحت كل حامية عسكرية لا تأتمن على طلب سلام اللجوء في مناطق أحد الآخر خشية لشكهم بالتجسس.
مستشاري وقادة قسطنطين عرضوا عليه القيام بهجوم استباقي على قوات مكسينتيوس. الكهنة أيضاً لعبوا دور في ذلك وذكروا أن الذبائح ستنتج طوالع سيئة. قسطنطين مع روح الانطباع بين أتباعه آمن بوجود شكل من قوة فوق طبيعية تدعمه، فأزال كل مخاوفه. في بداية ربيع سنة 312 عبر قسطنطين مع ربع قواته قدر بحوالي 40 ألف جندي جبال الألب الكوتية. أول مدينة واجهها كانت مدينة سيغوسيوم (سوسا) أقام حصنه هناك ثم فتح بوابات المدينة. وثم أمر قواته بحرق البوابات وكسر سورها، فتمكن من أخذ المدينة بسرعة ومد قواته في شمال إيطاليا. إتجه بعد ذلك إلى مدينة مهمة وهي مدينة أوغوستا تاورينوروم (تورينو)، قابل قسطنطين هناك خيالة ماكسينتيوس القوية. بعد معركة تمكن قسطنطين من تطويق الفرقة الخيالة، وقام قواته هناك برميهم بالرؤوس الحديدية الكبيرة. قوات قسطنطين تمكنت من تحقيق النصر. رفضت تورينو لجوء بقايا قوات ماكسينتيوس إليها وفتحت بواباتها لقسطنطين بدلاً من منه. بقية مدن شمال إيطاليا أرسلت تهانيها لنصر قسطنطين. فانتقل قسطنطين إلى ميلانو حيث فتحت البوابات له بالترحاب، أراح قسطنطين جيشه في ميلانو في صيف 312 قبل أن ينتقل نحو بريشيا.
جيش بريشيا تشتت بسرعة من أمام قسطنطين، إتجه قسطنطين بعد ذلك نحو فيرونا حيث عسكرت هناك قوات ماكسينتيوس. روريكوس بومبيانوس قائد جيش ماكسينتيوس في فيرونا كان في وضع صعب بعد أن تم محاصرة المدينة من 3 جوانب عن طريق أديجي، قسطنطين أرسل قوة صغيرة لمحاولة عبور النهر الذي لم يلاحظه. روريكوس أرسل كامل قوته لوقت زحف قسطنطين إلا أنه هزم أمامه، بعد دخول بقية قوات قسطنطين للمدينة. لكن روريكوس قام بآخر محاول لجمع قواته ضد قسطنطين، فرفض قسطنطين خروجه من المدينة، فتم قتل روريكوس أثناء ذلك وتم تدمير جيشه. بعد سقوط فيرونا سقطت كل من أكويليا وموتينا (مودينا) ورافينا بعدها أمام قسطنطين. وأصبح الطريق إلى روما مفتوح أمام قسطنطين.
خطط مكسينتيوس بنفس إستراتيجية حربه ضد سيفيروس وغاليريوس، من خلال بقائه في روما وسيطرته على الحرس البريتوري مع تحكمه بمخزون الحبوب الأفريقي، حيث خبأها على ما يبدو في الأسوار الأوريليانية. أمر ببناء جسور على نهر التيبر، وبأمر من مجمع الآلهة أمر بإخلاء قواته من وسط إيطاليا، مما أدى بقسطنطين السيطرة عليها من دون مقاومة. أراد قسطنطين كسب الوقت فبطأ من تقدمه، في طريق فيا فلامينيا، ماكسينتيوس لم يبلي اهتماما لهذا التقدم حيث استمر بالإستمتاع بمشاهدة سباق العربات، في 27 أكتوبر سخر حشد مكسينتيوس من قسطنطين بكونه غير قاهر. اكتفى ماكسينتيوس ببناء جسر على نهر التيبر لأجل تحضيره للمعركة. في 28 أكتوبر 312 وفي الذكرى السادسة من بداية حكمه أمر عرافيه بقراءه طالع الكتب السيبيلية فذكر عرافوه بأن عدو الرومان سيموت، فاتجه حينها ماكسينتيوس إلى الشمال لمجابهة قسطنطين.

### تبني قسطنطين للحرفينكاي روكرمز للمسيح
قوات مكسينتيوس كانت لا تزال أكبر مرتين من قوات قسطنطين وخطط مكسينتيوس لمجابهة ميدانية لقواته ضد قوات قسطنطين. جيش قسطنطين وصل إلى ميدان المعركة وهو يحمل رموز غير مألوفة على الدروع والتروس. حسب ما ذكر المؤرخ لاكتانتيوس أن قسطنطين حلم قبل المعركة بليلة بعلامة في السماء فيها درع جنوده ووجد فيها حرف x مائل فوقها في إشارة إلى المسيح. ذكر يوسابيوس أن رؤية قسطنطين كانت في منتصف النهار وأنه رأى في عينيه أبواب الجنة مفتوحة وبها علامة الصليب وسط الشمس وتحمل رسالة تقول فيها In Hoc Signo Vinces (بهذا الرمز أنت ستنتصر)، ذكر يوسابيوس أن قسطنطين حلم بعد ذلك في الليل براية لبرومة تتوسط جيشه المنتصر. فأمر قسطنطين بعدها بوضع هذه الرموز على جيشه قبل مواجهته لماكسينتيوس. ذكر وجود حرفي خي ومرافقة بحرف رو كرمز لاسم المسيح خريستوس. توضح جامة من سنة 315 في تيسينوم كيف أن قسطنطين لبس خوذته ومكتوب فيها خي رو، وكذلك عملات في سيسيشيا من سنة 317/318 تظهر الصورة نفسها. هذه الصور كانت لا تزال نادرة حينها ولم تشع في الأيقونات الإمبراطورية الرسمية حتى عقد 320.
أثناء معركة جسر ميلفيو أمر قسطنطين بنشر قواته على طول خط قوات مكسينتيوس، وأمر الخيالة بمباشرة الهجوم فتمكنوا من كسر خيالة مكسينتيوس. ثم أرسل قوات المشاة خاصته ضد قوات مشاة ماكسينتيوس فتمكن من دفعهم نحو نهر التيبر وقتل العديد منهم والبقية منهم غرق. المعركة إقتربت من الحسم، قوات ماكسينتوس كسرت بعد أول حصار في النهر. لكن حرسه البريتوري سرعان ما استعادوا مراكزهم لكنهم هزموا أمام خيالة قسطنطين وحاصروهم في أطراف النهر، ماكسينتيوس انطلق معهم وحاول عبور النهر بالزوارق ليهرب من قسطنطين، لكن اندفاعه نحو القوارب مع قواته أدى إلى غرقها لثقلها مع جنوده.

### في روما
في يوم 29 أكتوبر 312 دخل قسطنطين روما، بترحاب كبير من المدينة بعد نصره على مكسينتيوس. جثة مكسينتيوس عثر عليها مرمية في نهر التيبر ومقطوعة الرأس، فتم أخذ رأسه والتجوال بها في شوارع المدينة ليراها الناس أثناء احتفالات قسطنطين. بعد الاحتفالات في روما، تم إرسال الرأس إلى قرطاج لإيقاف التمرد الذي هناك ضد مكسينتيوس. بعكس أسلافه أهمل قسطنطين زيارته إلى هضبة كابيتولين حيث كانوا يقومون بتقديم الذبائح في معبد جوبيتر. لكنه توجه نحو مجلس كوريا جوليا وأقسم على الحفاظ على إرث أسلافه وعلى حماية الحكومة لها، كما صفح عن أتباع ماكسينتيوس. لأجل ذلك قام مجلس الشيوخ الروماني بإعطاء قسطنطين لقب الاسم الأول والذي يعني بأن كل وثائق الإمبراطورية الرسمية ستبدأ بإسمه، أعطوه أيضاً لقب الأغسطس الأعظم. أمر قسطنطين بإرجاع كل الأملاك التي أخذها ماكسينتيوس، وأمر بإطلاق السجناء السياسيين في عهده.
كانت حملات شعبوية قد إنطلقت في روما، لمسح أي أثر وذكر لماكسينتيوس. كتب على صوره لقب طاغية، فيما تم تصوير قسطنطين كمحرر. كان يوسابيوس من داعمي هذه الحملة. كل الامتيازات التي كان ماكسينتيوس حصل عليها تحولت نحو مجلس الشيوخ. قسطنطين أيضاً حاول إزالة إرث ماكسينتيوس من الأماكن العامة. كل المنشآت التي بناها ومن ضمنها معبد رومولوس وبازيليك ماكسينتيوس نسبت لقسطنطين. في داخل البازيليك تم بناء تمثال حجري لقسطنطين وهو يحمل علامة لاباروم على يده. وفي داخل التمثال كتب قسطنطين نصه: بفضل هذا الرمز حرر قسطنطين روما من الطاغية.
قام قسطنطين أيضاً بإكمال مشاريع ماكسينتيوس. فقام بتكبير مسرح السيرك العظيم 25 مرة أكبر من مما فعله ماكسينتيوس في تكبير طريق أبيا. قوات ماكسينتيوس البريتورية تم حلها، كما قام قسطنطين بحل الحرس البريتوري وحرس الخيالة الإمبراطوري. تماثيل حرس الخيالة الإمبراطوري تم كسرها وأخذت إلى البازيليك عبر طريق لابيكانا، حيث باشر قسطنطين هناك بإعادة إنشاء بازيليك القديس يوحنا اللاتراني في 9 نوفمبر 312، بعد إسبوعين فقط من أخذه المدينة. فيلق بارثيا الثاني تم إلغائه من ألبانو لاتسيالي، بقايا جيش مكسينتيوس تم تحويلهم إلى حدود الراين.

### الحروب ضد ليسينوس
بعدما تمكن قسطنطين من إثبات تفوقه العسكري وضرب أعدائه من بقايا الحكم الثلاثي. في سنة 313 قابل ليسينوس في ميلانو لإتمام تحالفه معه، وتزويج أخت قسطنطين الغير الشقيقة قنسطنطينا لليسينوس. خلال لقائهم هناك اتفقوا على كتابة مرسوم ميلانو، الذي أمر بإنهاء كافة الاضطهاد ضد المسيحيين في الإمبراطورية الرومانية، والذي أمر بالتسامح الديني وحرية العبادة، وإرجاع كافة الممتلكات التي فقدها المسيحيين أثناء الاضطهاد الدقلدياني، كما ندد بكافة أفعال الإمبراطورية في اضطهادها الديني لأصحابها. اجتماع مرسوم ميلانو انتهى بسرعة بعد وصول أنباء لليسينوس بقيام خصمه ماكسيمينوس دايا بالتمرد عليه مرة أخرى، حيث قام مع قواته بعبور البوسفور داخلاً الأراضي الأوروبية. بعد عودة ليسينوس تمكن من هزيمة ماكسيمينوس دايا وأخذ ليسينوس السيطرة على كافة الشرق الروماني. العلاقات بين قسطنطين وليسينوس بعد ذلك سرعان ما تدهورت، بعد أن تعرض قسطنطين لمحاولة اغتيال من قبل شخص أراد ليسينوس رفعه لدرجة قيصر، رداً لذلك قام ليسينوس بتحطيم تماثيل قسطنطين في إيمونا. في ما بين سنتي 314 و 316 تحارب الأغسطيين ضد بعضهما، في معركة كيبالاي تمكن قسطنطين من النصر. ثم تكلل قسطنطين بنصر آخر في معركة مارديا في ما بين سنتي 316 و 317، إتفق بعدها الاثنان على الصلح واتفقا على ترقية كل من أبناء قسطنطين كريسبوس وقسطنطين الثاني وابن ليسينوس ليسنيانوس إلى درجة قياصرة. بعد هذا الإتفاق أصبح قسطنطين هو حاكم كل من بانونيا ومقدونيا، حيث قام ببناء قصر له في مدينة سيرميوم، وهناك قام بالإغارة على القوط والسارماتيين الذين كانوا يغيرون على تلك المناطق في سنة 322 و 323 وهزم قائد القوط روزيموند.
في سنة 320 تخلف ليسينوس عن مرسوم ميلانو الداعي للحرية الدينية، اضطهاد ليسينوس لم يصل إلى القتل هذه المرة، إلا أنه قام بمهاجمة الكنائس المسيحية وأخذ أملاكها وأمر باعتقال الكهنة. ظهرت صور لليسينوس على كونه ضد المسيح، مما شككه بولاء المسيحيين عنده لقسطنطين بدلاً منه. إتهم ليسينوس الكنيسة بموالاتها لقسطنطين أكثر من موالاتها للنظام الإمبراطوري. وهو تفسير ظهر من قبل المؤرخ سوزومين.
المرسوم المتفق عليه، أصبح كتحدي لسلطة قسطنطين في الغرب، ولأجل هذا بلغ ذروة ذلك باندلاع حرب أهلية كبرى في سنة 324. حاول هذه المرة ليسينوس لنصر من خلال استعانته بمرتزقة قوط ومثل معهم المعتقدات الوثنية القديمة. فيما استعان قسطنطين بمرتزقة فرنجة ورافعاً شعاره لبرومة فوق جيشه، كلا الطرفين رأى المعركة أنها دينية. على الرغم أن جيش ليسينوس كان أكبر، إلا أن جيش قسطنطين كان مملوء بالحماسة، فانتصر قسطنطين في معركة أدريانوبل، أما ليسينوس فرَّ نحو البوسفور وعيّن قائد جيشه مارتيوس مارتنيانوس كقيصر، إلا أن قسطنطين وبقيادة ابنة كريسبوس تمكن من الانتصار عليه في معركة هيلسبونت البحرية، ثم انتصر قسطنطين بشكل نهائي في معركة كريسبوليس قرب خلقدون. ليسينوس ومارتنيانوس أعلنوا استلاسمهم لقسطنطين في نيقوميديا، هناك أقسم قسطنطين بالحفاظ على حياتهم، شرط أن يكتفوا بالعيش كمواطنين فقط، فتم نفيهم إلى تسالونيكي وكبدوكية. لكن في سنة 325 تم اتهام ليسينوس بالتخطيط لانقلاب ضد قسطنطين، فتم اعتقال الإثنين وقطع رأسهم. ابن ليسينوس وابن أخت قسطنطين ليسينوس الثاني تم قتله في السنة التالية. ليصبح قسطنطين الإمبراطور الأوحد في الإمبراطورية.

## أواخر حكمه

### بناء القسطنطينية
مثلت هزيمة ليسينوس هزيمة للمعتقدات الإغريقية الوثنية في الشرق أمام روما المسيحية اللاتينية، ولأجل عدم إغضاب سكان الشرق تم اقتراح إنشاء عاصمة جديدة للإمبراطورية لتمثل شرق الإمبراطورية، ولتكون المركز الجديد للتعليم والازدهار والواجهة الثقافية في الإمبراطورية الرومانية الشرقية. بحث قسطنطين في عدة مواقع، ففكر في مدينة سيرديكا (صوفيا اليوم) وذكر أن سرديكا هي روما خاصتي. كذلك فكر في مدينة سيرميوم والتي تقع قرب مسقط رأسه وفكر أيضاً بمدينة تسالونيكي المقدسة عند المسيحيين. إستقر قسطنطين في الأخير على المدينة الإغريقية بيزنطة والتي كانت قد بنيت عدة مشاريع رومانية حضارية فيها تعود لزمن سبتيموس سيفيروس وكاراكالا والذين عرفوا أهمية موقعها الإستراتيجي. تمت المباشرة بإنشاء المدينة في سنة 324، واكتمل بنائها في 11 مايو 330، وتم تسميتها باسم Constantinopolis (بمعنى مدينة قسطنطين). تم إصدار عملات تذكارية في سنة 330 لشرف إقامة المدينة وعليها حماية الصليب وعصا موسى، وفي آثار أخرى من متحف هيرميتاج أظهرت قسطنطين وهو يتوج المدينة بتاج من الإلهة تيكه. صور الآلهة القديمة تم استبدالها بأيقونات ورموز مسيحية. بنى قسطنطين في المدينة كنيسة الرسل المقدسة مكان معبد أفروديت. الأجيال اللاحقة ذكرت قصة رؤية من ملاك لقسطنطين وهو يرشده لبناء المدينة الجديدة القسطنطينية وكذلك أراه قياسات أسوارها الجديدة. العاصمة تم مقارنتها بمدينة روما القديمة وذكرت باسم القسطنطينية روما الجديدة.

### السياسة الدينية
قسطنطين أصبح أول إمبراطور يوقف اضطهاد المسيحيين ويعلن المسيحية كديانة معترف بها في الإمبراطورية مع بقية الأديان والطوائف. في فبراير 313 قابل ليسينوس في ميلانو واتفق معه على إعداد مرسوم ميلانو والذي سمح للمسيحيين بممارسة عقيدتهم من دون اضطهاد. والذي ألغى كذلك كافة الأحكام ضد المسيحيين وأمر بإعادة الممتلكات التي خسروها أثناء اضطهاد دقلديانوس. المرسوم أيضاً حمى كافة المعتقدات من الاضطهاد، حيث سمح لكل شخص حرية عبادة الإله الذي يريده. مرسوم مشابه قبل ذلك من قبل غاليريوس كبير الحكم الثلاثي في سنة 311، أمر بالسماح للمسيحيين بممارسة حرية اعتقادهم، لكن لم يسمح لهم باسترجاع ممتلكاتهم. تضمن مرسوم ميلانو بإرجاع كافة الممتلكات المصادرة من الكنائس. المؤرخين المعاصرين شككوا فيما لو كان قسطنطين قد اعتنق المسيحية أثناء فترة شبابه التي حياها مع والدته المسيحية هيلانة، أو إذا ما كان قد اعتنقها بشكل متوالي بعد انتصاره في معركة جسر ميلفيو. إلى جانب إلغاء الاضطهاد، ألغى قسطنطين عقوبة الصلب في الإمبراطورية في سنة 337 لكونه الرمز المقدس للمسيح.
حافظ قسطنطين على لقب الحبر الأعظم (أو الكاهن الأعظم) والذي يمثل رأس الديانة الرومانية القديمة، والذي استمر الأباطرة الرومان بحمله حتى قام جراتيان بإلغاء اللقب. حسب ما ذكره الكتاب المسيحيين، أن قسطنطين كان عنده 40 سنة عندما أعلن اعتناقه المسيحية وأنه تحت حماية الإله المسيحي الأوحد. بالرغم من الإدعاءات إلا أن قسطنطين انتظر قبيل وفاته بقليل لكي يعتمد ويصبح مسيحياً بشكل رسمي، آمن قسطنطين بأن المعمودية ستطهره من الخطايا التي ارتكبها في حياته والتي كانت نتيجة حياته التي عاشها كإمبراطور. دعم قسطنطين المسيحية مادياً وبنى عدة كنائس وأديرة وأعفاها من عدة ضرائب، قام بترقية عدة مسيحيين إلى مناصب عليا، وأرجع ممتلكات الكنائس خلال الاضطهاد الطويل. أشهر ما بناه هو كنيسة الرسل المقدسة في القسطنطينية وبازيليك القديس بطرس القديم في روما. أراد قسطنطين أن يجعل من بازيليك القديس بطرس المبنى الأعلى في روما وقد اكتمل بنائها بعد 30 سنة من المباشرة ببنائها.
لم يكتفي قسطنطين بتبجيل المسيحية، بل قام ببناء قوس نصر في سنة 315 تخلد انتصاره في معركة جسر ميلفيو، حيث ظهرت فوقها صور للآلهة فكتوريا وأبولو وديانا وهرقل لتقدم الذبائح لهم، وقد خلي القوس من أي رمز مسيحي. مع هذا فالقوس أنشأ بأمر من مجلس الشيوخ الروماني وهذا ما أدى إلى غياب الرموز المسيحية فيه.
في سنة 321 أمر قسطنطين بتقديس يوم الأحد وأن يكون يوم راحة لكل مواطني الإمبراطورية. في سنة 323 أمر بمنع المسيحيين من المشاركة بذبائح الدولة. بعد ذلك بدأ اختفاء الآلهة الوثنية من العملات الرومانية وبدأ ظهور الرموز المسيحية في صور قسطنطين، ممثلة بحرفي كاي رو في يديه، وراية لبرومة.
في عصر قسطنطين تم البدأ بإعلان المجامع المسيحية والذي هدف إلى اتفاق المسيحيين بإيمان مسيحي واحد في كل الإمبراطورية، بدأت الخلافات بين الأرذثوكس وبين حركة الآريوسية التي قادها آريوس. تخوف قسطنطين من تشتت وانقسام بين أتباع دينه الجديد، لذلك أمر بإنشاء المجامع لأجل الإتفاق على صيغة إيمانية واحدة بين كل مسيحيي الإمبراطورية، وكان هذا أحد بذور قوانين الهرطقة التي ظهرت فيما بعد.
أول خلاف نشب كان بين أساقفة شمال أفريقيا بقيادة دوناتوس والذين اعترضوا على تعيين كايكليان كأسقف لقرطاج في ما بين سنة 313 و 316. الدوناتيين أرادوا أن ينصاع قسطنيطين لما يطلبوه. تم عقد ثلاث مجامع كنسية وعقدت محاكمة أخرى أمرت بالتنديد بالتعاليم الدوناتية في شمال أفريقيا. في سنة 317 تم الأمر بمصادرة جميع أملاك الكنائس الدوناتية وأمر باعتقال كهنتهم ومعلميهم. في سنة 325 تم عقد مجمع نيقية الأول والذي تم فيه صياغة العقيدة النيقية وإدانة الأريوسية، من خلال هذا المجمع أمر قسطنطين بحظر احتفال بعيد العشاء الأخير أثناء عيد الفصح اليهودي، حيث أراد أن يميز المسيحية عن اليهودية وأمر باتباع المسيحيين التقويم اليولياني بدلاً من التقويم اليهودي.
أنشأ قسطنطين قوانين خاصة باليهود، حيث منع اليهود من اضطهاد أي يهودي يعتنق المسيحية، كما أمر بمنع اليهود من ختان عبيدهم المسيحيين، لم يعجب اليهود بهذه القوانين واعتبروها تدخل من الدولة بشؤونهم الدينية. لكن في مقابل ذلك منح قسطنطين إعفاءات ضريبية لليهود أسوةً بما فعله مع المسيحيين.